# Rozières-en-Beauce
Rozières-en-Beauce is een gemeente in het Franse departement Loiret (regio Centre-Val de Loire) en telt 157 inwoners (1999). De plaats maakt deel uit van het arrondissement Orléans.

## Geografie
De oppervlakte van Rozières-en-Beauce bedraagt 9,2 km², de bevolkingsdichtheid is 17,1 inwoners per km².
De onderstaande kaart toont de ligging van Rozières-en-Beauce met de belangrijkste infrastructuur en aangrenzende gemeenten.

## Demografie
Onderstaande figuur toont het verloop van het inwonertal (bron: INSEE-tellingen).